# Kapa (Bukowiec)
Kapa – skała w rezerwacie przyrody Diable Skały. Rezerwat znajduje się w szczytowych partiach wzniesienia Bukowiec (530 m), we wsi Bukowiec, w województwie małopolskim, w powiecie nowosądeckim, w gminie Korzenna. Pod względem geograficznym jest to obszar Pogórza Rożnowskiego, będący częścią Pogórza Środkowobeskidzkiego.
Kapa znajduje się w południowej części rezerwatu, przy ścieżce edukacyjnej prowadzącej terenem rezerwatu. Zbudowana jest z gruboławicowych piaskowców ciężkowickich z domieszkami pstrych łupków. Jest to niewielka skała z charakterystycznym wielkim okapem na południowo-wschodniej stronie. U podstawy tej ściany znajduje się schronisko Kapi Okap.

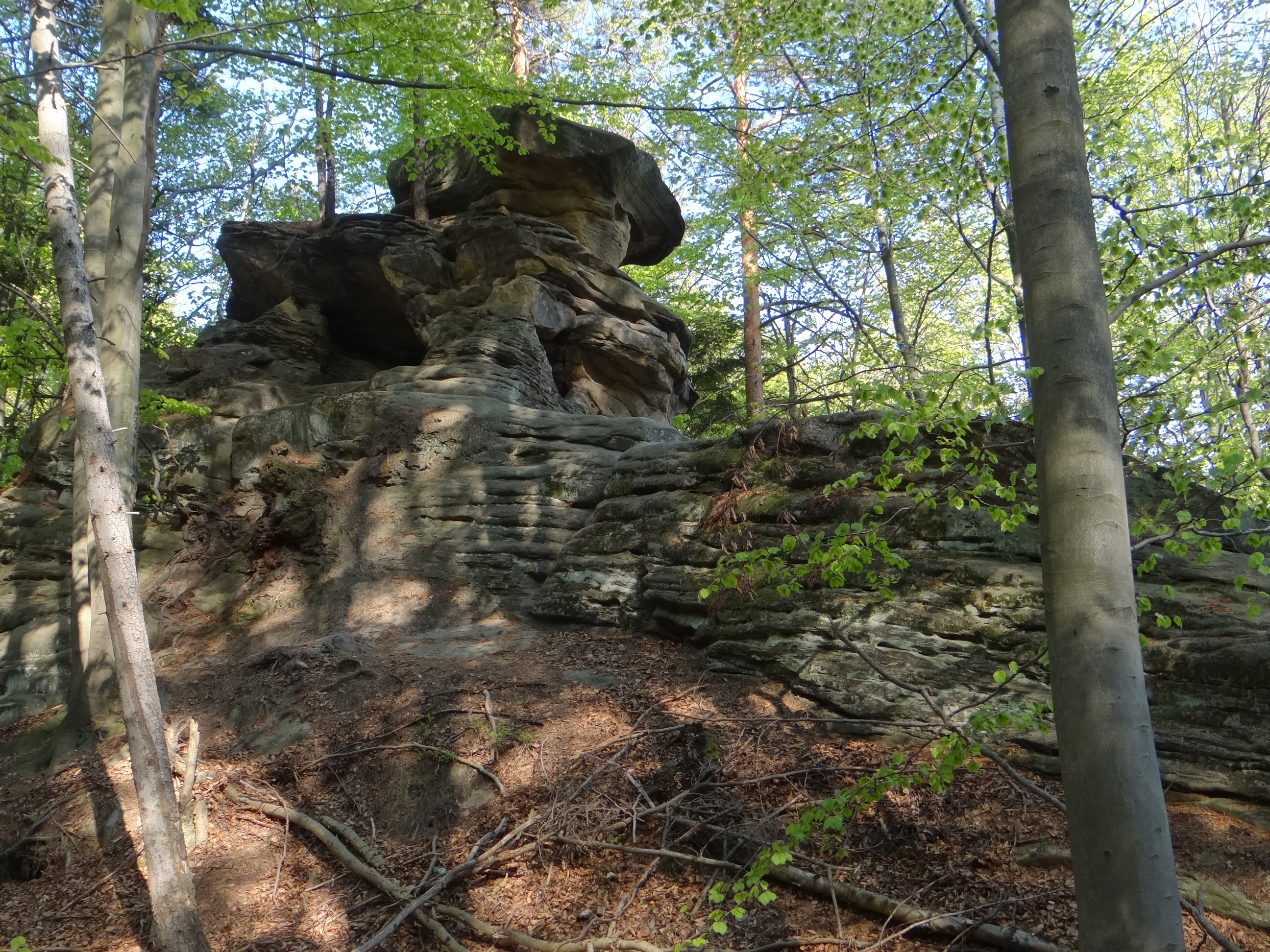
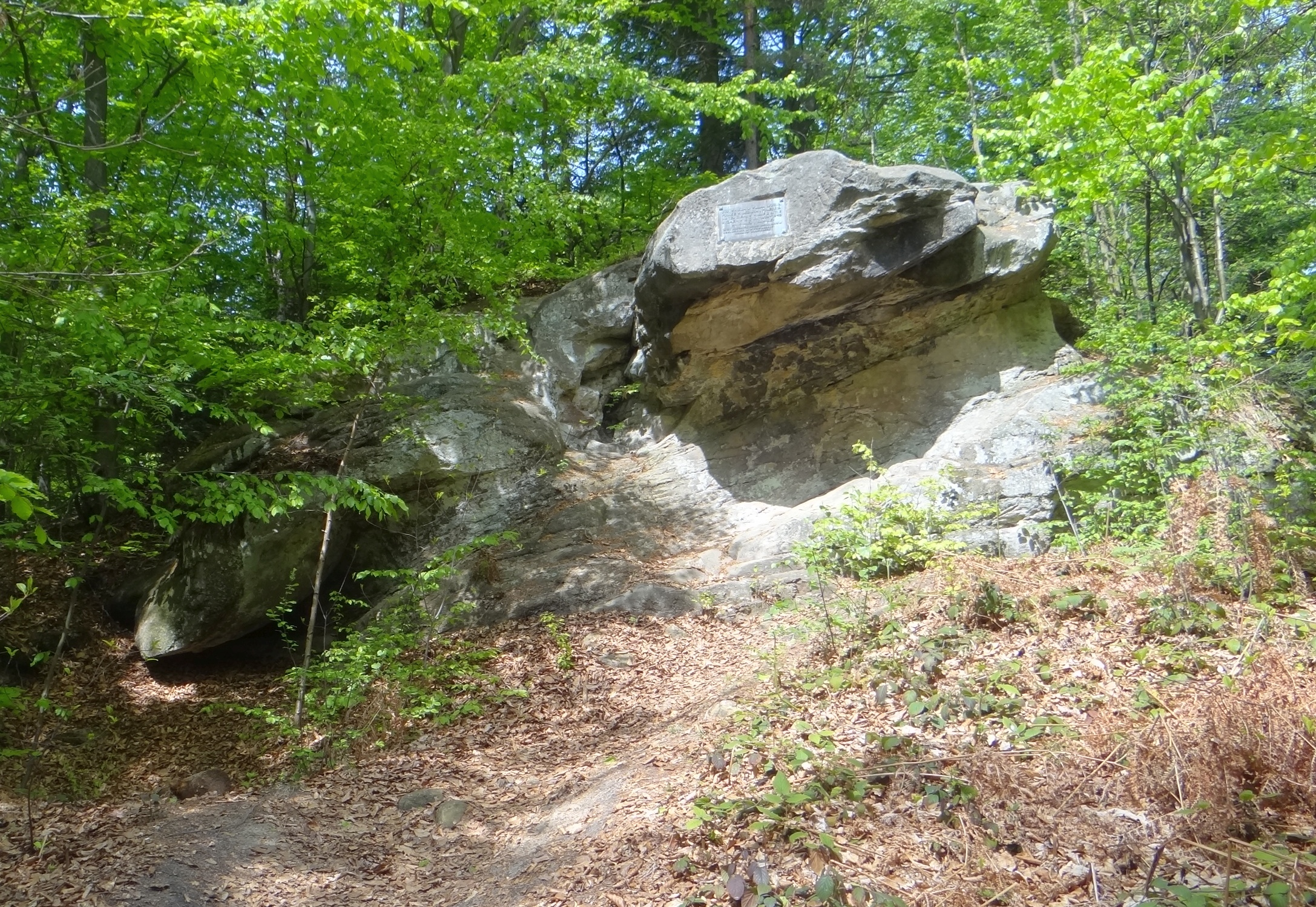
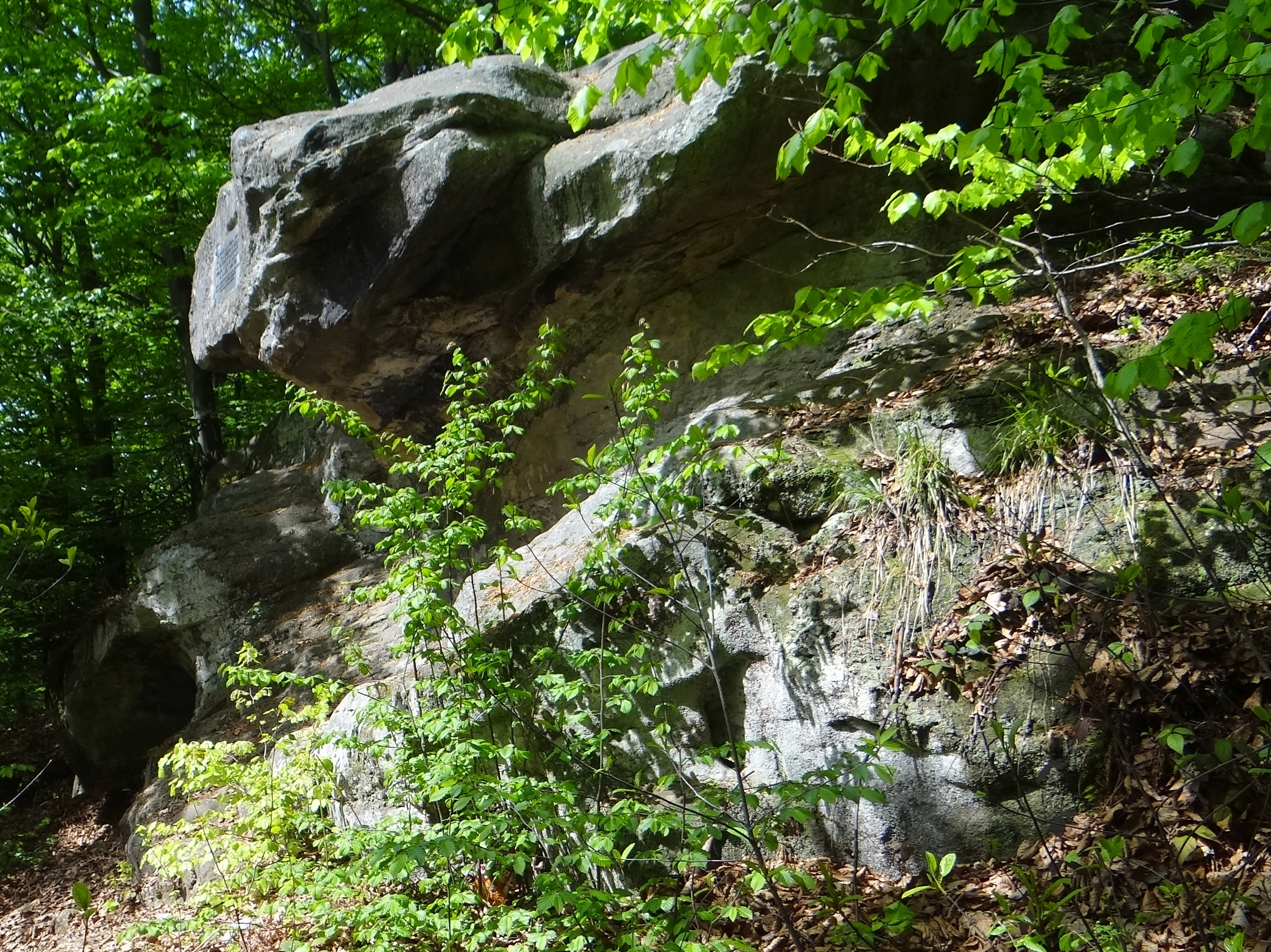
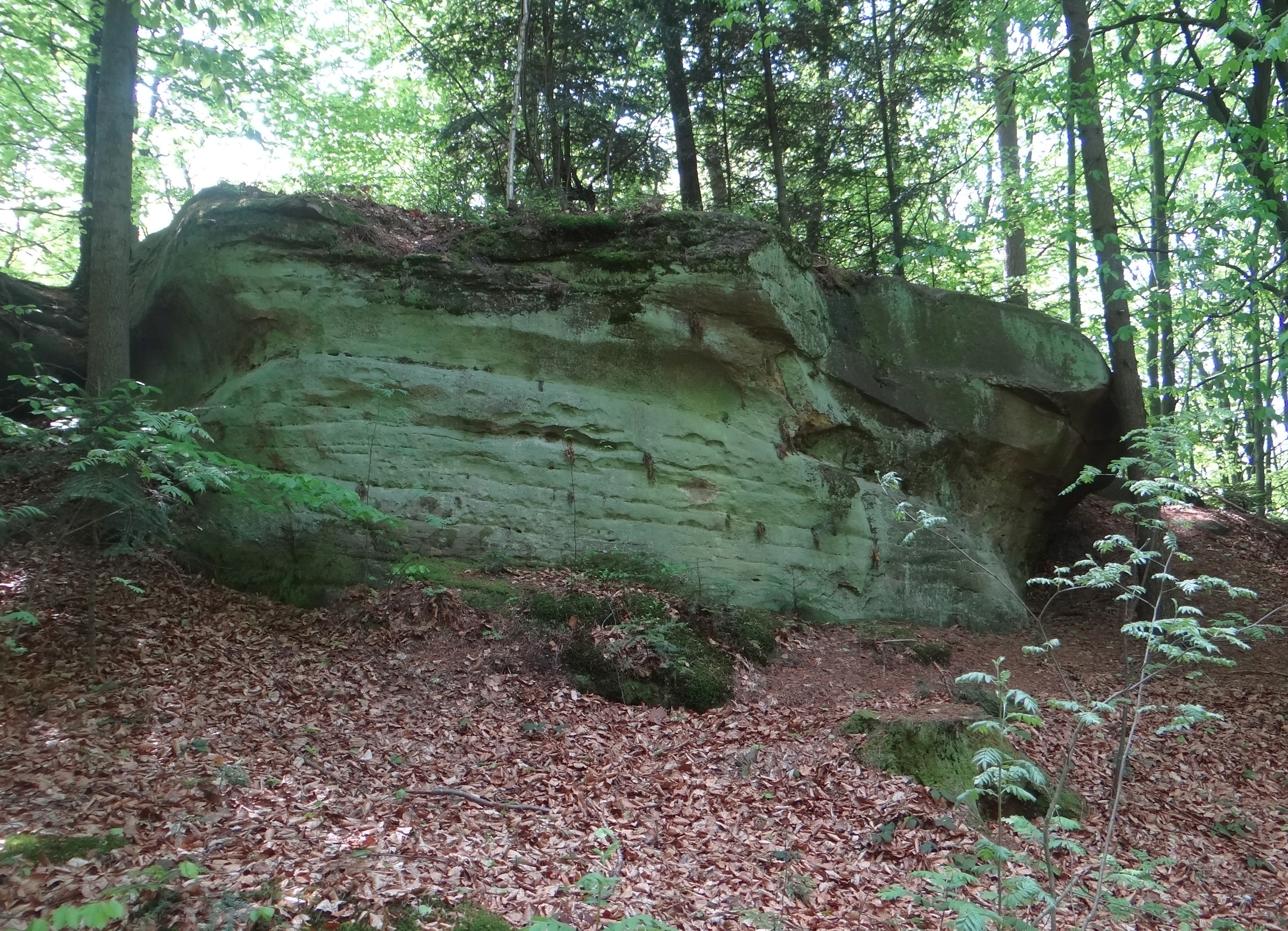